# Leo Hale Taylor
Leo Hale Taylor (Montevideo, 27 settembre 1889 – Lagos, 27 ottobre 1965) è stato un missionario e arcivescovo cattolico statunitense.

## Biografia
Originario del Minnesota, si trasferì in Inghilterra in tenera età: entrò quindicenne nella scuola apostolica della Società delle missioni africane di Wilton e proseguì gli studi nel seminario maggiore della Società a Cork. Giurò come membro della Società il 21 ottobre 1911 e fu ordinato prete il 27 ottobre 1914.
Rimase inizialmente a Cork come professore di storia ecclesiastica e redattore capo della rivista African Missionary.
Inviato a Lagos, nel 1920 fu nominato ispettore delle scuole del vicariato apostolico della Costa di Benin e poi direttore del St. Gregory College di Lagos.
Il 26 febbraio 1934 fu nominato vicario apostolico della Nigeria occidentale e vescovo titolare di Vartana. Fu trasferito al vicariato apostolico della Costa di Benin il 13 giugno 1939.
Nel 1943 fondò la congregazione indigena delle Suore del Cuore eucaristico di Gesù.
Con la costituzione della gerarchia ecclesiastica in Nigeria, il 18 aprile 1950 fu trasferito alla neo-eretta sede metropolitana di Lagos.
Lasciò la guida dell'arcidiocesi nel 1965 e fu nominato arcivescovo titolare di Madito: morì pochi mesi dopo.

## Genealogia episcopale e successione apostolica
La genealogia episcopale è:
- Cardinale Scipione Rebiba
- Cardinale Giulio Antonio Santori
- Cardinale Girolamo Bernerio, O.P.
- Arcivescovo Galeazzo Sanvitale
- Cardinale Ludovico Ludovisi
- Cardinale Luigi Caetani
- Cardinale Ulderico Carpegna
- Cardinale Paluzzo Paluzzi Altieri degli Albertoni
- Papa Benedetto XIII
- Papa Benedetto XIV
- Cardinale Enrico Enriquez
- Arcivescovo Manuel Quintano Bonifaz
- Cardinale Buenaventura Córdoba Espinosa de la Cerda
- Cardinale Giuseppe Maria Doria Pamphilj
- Papa Pio VIII
- Papa Pio IX
- Cardinale Alessandro Franchi
- Cardinale Giovanni Simeoni
- Vescovo Thomas O'Callaghan, O.P.
- Arcivescovo Thomas Fennelly
- Arcivescovo John Mary Harty
- Vescovo Charles O'Sullivan
- Vescovo Thomas Broderick, S.M.A.
- Vescovo Francis O'Rourke, S.M.A.
- Arcivescovo Leo Hale Taylor, S.M.A.

La successione apostolica è:
- Arcivescovo John MacCarthy, S.M.A. (1954)
- Arcivescovo John Kwao Amuzu Aggey (1957)
- Vescovo Richard Finn, S.M.A. (1959)